# Verdwijning van Nymphe Poolman
De zaak-Nymphe Poolman betreft het politieonderzoek en de resulterende rechtszaak van de moord op een minderjarig Nederlands meisje.
Nymphe Poolman (geboren in 1984) verdween op 28 november 1991 op 6-jarige leeftijd uit het Groningse Vriescheloo. Nadat ze samen met haar vader boodschappen had gedaan in de supermarkt wilde ze alleen naar huis lopen. Ze is daar nooit aangekomen. In onder andere het programma Crime Time werd door Peter R. de Vries aandacht besteed aan de zaak. Ook werd er op initiatief van De Vries door een groep zakenmensen in augustus 1992 een beloning van 100.000 gulden uitgeloofd voor de tip zie zou leiden tot de oplossing in de zaak.
In 1992 veroordeelde een Duitse rechtbank de 29-jarige Duitse pedofiel Georg Adler tot elf jaar gevangenisstraf en de Duitse versie van tbs. De veroordeling berustte op diens verklaring dat hij Nymphe na verkrachting had gewurgd en het lichaam in een chemicaliënvat zou hebben gestopt, dat naar Groot-Brittannië zou zijn getransporteerd en daar vervolgens in een vuilverbrander zou zijn verwerkt. Adler werkte ten tijde van de moord voor het afvalverwerkingsbedrijf Septicon, waardoor hij ook de mogelijkheid had om dit te doen. Op 7 februari 1993 deed Adler een zelfmoordpoging in zijn cel, die hij overleefde.
Het lichaam van Nymphe is nooit gevonden, waardoor haar ouders de bekentenis van Adler niet geloven. Peter R. de Vries geloofde wel dat Adler de dader was.
In 1999 bracht de moeder van Nymphe, Jacqueline, het boek Over grenzen: het verhaal van de moeder van Nymphe uit.